# Finally Rollin 2
Finally Rollin 2 è il diciannovesimo mixtape del rapper statunitense Chief Keef, pubblicato il 14 novembre 2015 dalle etichette discografiche Glo Gang e RBC Records.

## Tracce
1. Stuntin' Like My Mama – 3:00
2. Foes – 2:59
3. Black Ops 3 – 3:30
4. Law & Order – 2:57
5. Who Dat – 3:49
6. Obama – 3:32
7. Flattered – 3:45
8. Gettin' wild – 3:08
9. Get Your Mind Right – 3:31
10. Chicago Zoo – 3:28
11. Early Morning Gettin'it – 3:25
12. I Da Man – 2:28
13. X – 2:59
14. Madder – 2:49
15. In Your Face – 3:32
16. Flex – 2:50
17. Dismiss – 3:20
18. Jumanji – 3:13

### Tracce bonus nella riedizione digitale
1. Where Ya At? – 2:37
2. All Money – 3:28